# 하버드 정치 연구소
하버드 정치 연구소(Harvard Institute of Politics,  IOP)는 존 F. 케네디 대통령에 대한 생생한 기념을 위해서 그리고 케네디 대통령이 학생시절 영감을 받았던  정치와 공적 봉사를 하버드 대학생들이 경험하도록 설립되었다. 정치와 공적인 문제들을 학문적 세계와 교류를 한다. 